# Ковалёво (Днепропетровская область)
Ковалёво (укр. Ковалеве) — село, Марье-Дмитровский сельский совет, Софиевский район, Днепропетровская область, Украина.
Код КОАТУУ — 1225284105. Население по переписи 2001 года составляло 11 человек.

## Географическое положение
Село Ковалёво находится на расстоянии в 1,5 км от села Марье-Дмитровка. По селу протекает пересыхающий ручей с запрудой.